# Rothmans Canadian Open 1978
Die Rothmans Canadian Open 1978 waren ein Tennisturnier der WTA Tour 1978 für Damen sowie ein Tennisturnier des Grand Prix 1978 für Herren in Toronto, die vom 14. bis 20. August 1978 stattfanden.

## Herren
→ Hauptartikel: Rothmans Canadian Open 1978/Herren

## Damen
→ Hauptartikel: Rothmans Canadian Open 1978/Damen